# 安田敏雄
安田 敏雄（やすだ としお、1909年（明治42年）8月20日 - 1977年（昭和52年）9月27日）は、昭和期の労働運動家、政治家。参議院議員（1期）。

## 経歴
山梨県南都留郡谷村町下谷（現都留市）で生まれる。1927年（昭和2年）都留中学校（現山梨県立都留高等学校）を卒業した。
谷村町町営電気部（のち東京電燈に合併）に入所。戦後、労働運動に加わり、関東配電労働組合大月分会委員長、南都留労協委員長、東京電力労働組合山梨県支部常任執行委員などを務めた。また社会運動研究会「黎人荘」を設立して主幹に就任。
政界では、社会大衆党に入党。1947年（昭和22年）山梨県議会議員に選出され2期在任し、同副議長を務めた。日本社会党に入党し、中央委員、山梨県連政策審議会長、山梨県本部書記長（5期）、同委員長を歴任。その他、山梨県産業教育審議会長、同県人権擁護委員会常任理事などを務めた。
1955年（昭和30年）2月の第27回衆議院議員総選挙に山梨県全県区から左派社会党公認で出馬して落選。1956年（昭和31年）7月の第4回参議院議員通常選挙に山梨県地方区から社会党公認で出馬して次点で落選。1959年（昭和34年）6月の第5回通常選挙で当選し、参議院議員に1期在任した。この間、参議院建設委員長などを務めた。その後、第7回通常選挙に立候補したが次点で落選した。
その他、都留漁業協同組合長なども務めた。
1977年（昭和52年）9月27日死去、68歳。死没日をもって勲三等旭日中綬章追贈、正五位に叙された。